# Bugulina avicularia
Bugulina avicularia is een mosdiertjessoort uit de familie van de Bugulidae. De wetenschappelijke naam van de soort is, als Sertularia avicularia, voor het eerst geldig gepubliceerd in 1758 door Carl Linnaeus.